# Клотильда (супруга Теодориха III)
Клотильда (также Хродехильда; 650—715) — королева франков (672—691 годы) по браку с Теодорихом III из династии Меровингов.

## Биография
Клотильда родилась в 650 году в семье Анзегезиля и Бегги Анденской.
В 672 году Клотильда вышла замуж за короля Нейстрии, а потом и Австразии Теодориха III. В этом браке родились сыновья Хлодвиг IV, Хильдеберт III и Хлотарь IV, также как и их отец занимавшие престол Франкского государства.
После смерти мужа в 691 году Клотильда уговорила своего брата Пипина Геристальского одного за другим сделать королями франков сначала своих сыновей Хлодвига IV и Хильдеберта III, а потом своего внука Дагоберта III. При Хлодвиге IV Клотильда была регентом, деля фактическую власть над Франкским государством с Пипином Геристальским. Она же способствовала получению своим племянником Дрого Шампанского герцогства. При пособничестве Клотильды и Пипина Геристальского королём франков стал и Дагоберт III.
После смерти в 714 году Пипина Геристальского Клотильда боролась за власть над Франкским королевством с Плектрудой. Если верна версия о том, что в 715 году Дагоберта III низложила восставшая знать, то именно по приказу Плектруды Клотильда и свергнутый король были сосланы в монастырь. Здесь Клотильда и умерла в том же году в возрасте 65 лет.